# Animal Kingdom
Az Animal Kingdom 2016-os amerikai televíziós sorozat, amely az Animal Kingdom (2010) című film alapján készült. A sorozat főszereplője Finn Cole és Ellen Barkin.

## Tartalom
A sorozat a Cody család életébe nyújt betekintést. A család feje Törpilla, aki mindenről tud mindent. Ő irányítja a családtagokat, mindenkin rajta tartja a szemét. A család kisebb nagyobb stiklikből tartja fent magát, ezért körültekintően élnek. Azonban most szabadult a börtönből Törpilla fia, aki ismét részt akar venni a bűncselekményekben, de a család ezt nem akarja, mert félnek, hogy magukra vonják a rendőrök figyelmét. Ráadásul J is hozzájuk került, mert az anyja meghalt. Tőle is tartanak a nagybácsik, mert nem bíznak benne. De az eltervezett balhékat végre kell hajtani, ezért gyorsan le kell tisztázni a családban kialakult nézeteltéréseket.
Miután egy tizenhét éves Joshua "J" Cody édesanyja meghal, a fiú nagyanyjához és nagybátyjaihoz költözi egy dél-kaliforniai kisvárosba. Csakhamar nyilvánvalóvá válik számára, hogy rokonai törvénytelen életet élnek.

## Szereplők
- Finn Cole
- Ellen Barkin
- Scott Speedman
- Jake Weary
- Ben Robson
- Shawn Hatosy
- Molly Gordon
- Daniella Alonso
- Aamya Deva Keroles
- Jennifer Landon